# Курупита
Куру́пита (лат. Couroupita) — род растений семейства Лецитисовые, включающий в себя три вида деревьев, произрастающих в тропических лесах Центральной и Южной Америки.

## Описание
Средние и крупные деревья с тонкими, суженными к основанию листьями 8—30 см длиной, собранными по 7—40 на верхушках ветвей. 
Всему роду свойственна каулифлория, реже — рамифлория: древеснеющие цветоносы растут вдоль всего ствола, Цветки зигоморфные, чашелистиков и лепестков по 6. Капюшоновидный вырост андрофора уплощён; стаминодии с пыльниками; завязь 6-долевая, семязачатки множественные. Пестик короткий, с 6-раздельным рыльцем. 
Плод самый крупный в семействе лецитисовых, с одревесневающей кожурой 5—10 мм тощиной, округлый, нераскрывающийся, по созревании падает на землю и часто раскалывается, высвобождая разделённую на 6 долей мякоть со множеством плоских, яйцевидных или гороховидных семян длиной 1—1,5 см. Мякоть быстро окисляется на воздухе, приобретая синюшную окраску и неприятный запах.Семядоли супротивные.

## Виды
По информации базы данных WFO Plant List, род включает 3 вида:
- Couroupita guianensis Aubl. — Курупита гвианская
- Couroupita nicaraguarensis DC.
- Couroupita subsessilis Pilg.